# غاري بايتون (ضابط)
غاري بايتون (بالإنجليزية: Gary Payton)‏ (و. 1948  م) هو ضابط، ورائد فضاء، وطيار أمريكي، ولد في روك أيلاند.

## التعليم
تعلم في جامعة بيردو، وأكاديمية سلاح الجو الأمريكي.

## ريادة الفضاء
شارك في المهمات الفضائية:
- STS-51-C.

## الخدمة العسكرية
خدم في القوات الجوية الأمريكية.